# Dolors Lamarca
Dolors Lamarca y Morell (Granollers, Vallés Oriental, 19 de octubre de 1943) es una bibliotecaria y filóloga catalana. Viuda de Antoni Comas i Pujol con quien tuvo tres hijas.

## Biografía
Estudió Filología Clásica en la Universidad de Barcelona y Biblioteconomía en la Escuela de Bibliologia. El 5 de noviembre de 1974 ingresó al Cuerpo facultativo de Archiveros, Bibliotecarios y Arqueólogos (Sección Bibliotecas) con destino a la Universitat de Barcelona. 
Dolors Lamarca había sido Jefe del "Servicio de Bibliotecas y del Patrimonio Bibliográfico de la Generalidad de Cataluña" desde el 1 de agosto de 1980 hasta el 2 de marzo de 1983. Durando estos años estableció las bases del actual sistema bibliotecario catalán, adaptando la normativa catalográfica a través del Instituto Catalán de Bibliografía y abriendo nuevas bibliotecas para dar más servicio a la población.  Posteriormente fue directora de la Biblioteca de la Universidad de Barcelona durando casi veinte años -1984-2000-, consiguiendo importantes hitos en la cabeza de esta red de bibliotecas, como la modernización de las estructuras y edificios y la informatización.
A partir del 12 de febrero de 2004 pasó a dirigir la Biblioteca de Cataluña, cargo que mantuvo hasta junio del 2012. Durando estos siete años gestionó un fondo de gran valor bibliográfico y documental formado por más de tres millones de documentos en diversos formatos. En una época donde la sociedad de la información es tan importante, puso en marcha dentro de la Biblioteca diferentes proyectos de digitalización de su fondo patrimonial que permiten la difusión a nivel global del  patrimonio de la Biblioteca de Cataluña, y de todo aquello que está editado en Cataluña, conservando así al mismo tiempo la totalidad de los contenidos. Bajo su lema "abierta, fiable y útil" modernizó la BC dotándola de nuevos equipamientos, mejorando los procesos internos y encarando la catalogación del fondo pendiente de procesar. Bajo su dirección se adquirieron numerosos fondos patrimoniales musicales, literarios o gráficos. Es viuda del crítico literario y catedrático Antoni Comas i Pujol.

## Publicaciones
- Albéniz, Isaac; Granados, Enric; Lamarca, Dolors ... [et al.] (2010). Azulejos. Barcelona: Biblioteca de Catalunya : Museu de la Música. ISBN 9790901314849.
- Lamarca, Dolors; Serra Aranda, Eugènia (2007). «Deu pinzellades de la història recent de la Biblioteca de Catalunya (1993-2007)» (PDF). Item. Revista de biblioteconomia i documentació. Ejemplar núm. 46: pp.35-51. Consultado el 24 de marzo de 2016.